# Linniinjärvi
Linniinjärvi är en sjö i kommunen Ruokolax i landskapet Södra Karelen i Finland. Arean är 42 hektar och strandlinjen är 6,01 kilometer lång. Sjön  ingår i Vuoksens huvudavrinningsområde.   Den ligger omkring 56 kilometer nordöst om Villmanstrand och omkring 260 kilometer nordöst om Helsingfors. 